# Alía
Alía là một đô thị trong tỉnh Cáceres, Extremadura, Tây Ban Nha. Theo điều tra dân số 2003 (INE), đô thị này có dân số là 1263 người.
Javier Saviola grandfathers are from Alía.
39°26′B 5°27′T / 39,433°B 5,45°T